# Polygonarea robusta
Polygonarea robusta är en mångfotingart som beskrevs av Lawrence 1955. Polygonarea robusta ingår i släktet Polygonarea och familjen storjordkrypare. Inga underarter finns listade i Catalogue of Life.